# كلوستريديوم مانجينوتي
كلوستريديوم مانجينوتي (نسبة إلى عالم البكتيريا الروماني
البروفيسور جي. مانجينوت) هو نوع من البكتيريا من فصيلة كلوستريدياسيا.